# Крастелёв, Михаил Андроникович
Крастелёв Михаил Андроникович (Андронович) (6 (19) сентября 1911, гор. Камышин, ныне Волгоградская область — 25 января 1988, Севастополь) — Вице-адмирал-инженер, кандидат технических наук, профессор, начальник Севастопольского высшего военно-морского инженерного училища, участник боевых действий в годы советско-финской и Великой Отечественной войн.

## Биография
Михаил Андроникович Крастелёв родился 19 сентября 1911 года в городе Камышин.
Фамилия и отчество М. А. Крастелёва по отцу — Коростелёв Михаил Андреевич. Как он сам объяснял в своей автобиографии 1949 года, расхождение вызвано тем, что при его регистрации «псаломщик или поп, делавший эту запись, был зело пьян и напутал». Многие сослуживцы, друзья и знакомые часто называли М. А. Крастелёва — Андроновичем. Приказом по ВВМИУ им. Дзержинского №87 от 19.02.1939 курсанта 5 курса Коростелева Михаила Андреевича велено считать Крастелевым Михаилом Андрониковичем (с отсылкой на свидетельство о рождении №203 от 31.12.1911).
После окончания школы поступил рабочим на Сталинградский тракторный завод, затем окончив электротехнический факультет рабочего университета при тракторостроительном институте, работал бригадиром электриков.

### Начало службы в ВМФ
В 1934 году по комсомольскому призыву поступил на дизельный факультет Высшего военно-морского инженерного училища имени Ф. Э. Дзержинского.
В 1939 году, после окончания училища с отличием, воентехник 1 ранга Крастелёв был назначен командиром электромеханической боевой части (БЧ-5) подводной лодки «М-75», на которой в 1939—1940 годах участвовал в боевых походах в ходе войны с Финляндией. В 1939 году вступил в партию.

### Участие в Великой Отечественной войне
В мае 1940 года инженер — капитан-лейтенант Крастелёв М. А. назначен командиром БЧ-5 подводной лодки «Л-3» (минный заградитель «Фрунзевец»), которой командовал (1940—1943) прославленный подводник Грищенко Петр Денисович.
Михаил Андроникович участвовал во всех пяти боевых походах ПЛ «Л-3». За этот период подводной лодкой потоплено 18 кораблей и судов противника. За мужество и героизм в период боевых походов Крастелёв был награждён орденом Боевого Красного Знамени (1941 год) и орденом Ленина (1942 год).
Командир П. Д. Грищенко вспоминал: «Талантливый инженер, отличный строевой командир, он казался мне незаменимым. … Человек, умеющий, подобно Крастелёву, творчески работать, был примером для офицеров-подводников».
Летом 1943 года в связи с гибелью ряда лодок в районе сетевого заграждения Порккала-Удд — Таллинн М. А. Крастелёв совместно с инженером А. А. Кашиным начал работать над созданием механического сетереза для подводных лодок. В августе 1943 года его конструирование было закончено. В сентябре 1943 года решением Наркома ВМФ была создана комиссия для постройки и испытании изобретённых машин, в состав которой вошёл Крастелёв. Комиссия выехала из Ленинграда во Владивосток, где работала до января 1944 года.
В январе 1944 года, после возвращения из Владивостока, М. А. Крастелёв был назначен командиром БЧ-5 крейсерской подводной лодки К-52 и участвовал во всех боевых походах корабля. За умелое руководство боевой частью, высокое профессиональное мастерство, личное мужество и самоотверженность в боевых походах он был награждён в 1945 году вторым орденом Боевого Красного Знамени и орденом Отечественной войны.
В феврале — мае 1946 года находился в должности командира БЧ-5 трофейной немецкой подводной лодки и участвовал в переводе трофейных кораблей из Скапа-Флоу на Оркнейских островах в Лиепаю.
С мая по декабрь 1946 года был помощником флагманского механика 1-й бригады подводных лодок Краснознамённого Балтийского Флота. В 1949 году был награждён орденом Красной Звезды. С декабря 1949 по январь 1950 года — инженер-механик 1-го дивизиона 1-й бригады ПЛ 4-го ВМФ.

### Преподавательская деятельность
В 1950 года М. А. Крастелёв стал адъюнктом кафедры двигателей внутреннего сгорания ВВМИУ им. Ф. Э. Дзержинского.
В 1953 году Крастылёв окончил адъюнктуру и успешно защитил кандидатскую диссертацию. Работал старшим преподавателем кафедры живучести корабля (июнь 1953 — апрель 1954), кафедры теории, устройства и управления подводных лодок (апрель — май 1954) ВВМИОЛУ им. Ф. Э. Дзержинского. В мае 1954 года был переведён на должность старшего преподавателя кафедры живучести Второго ВВМИУ (2-е Высшее военно-морское инженерное училище). В мае 1955 года был назначен начальником этой кафедры.
В 1954—1955 годах под руководством М. А. Крастелёва был разработан и построен первый в системе военно-морских учебных заведений действующий учебно-тренировочный комплекс по борьбе за живучесть подводных лодок. В 1956 году Крастелёву было присвоено ученое звание — доцент.

### Начальник СВВМИУ
27 марта 1956 года инженер-капитан 1 ранга Крастелёв М. А. был назначен начальником Севастопольского высшего военно-морского инженерного училища (Подводного плавания). Ему была поставлена ответственная задача, восстановить училище и ввести новую учебную дисциплину по эксплуатации АЭУ ПЛ, и уже в октябре 1956 года в училище началась подготовка военных инженеров-механиков, будущих специалистов по управлению ядерных реакторов первых атомных подводных лодок. За большие заслуги перед государством и успешное выполнение поставленных задач М. А. Крастелев в 1957 году был награждён орденом Боевого Красного Знамени.
7 мая 1960 года Крастелёву было присвоено звание инженер-контр-адмирал, а 25 октября 1967 года — инженер-вице-адмирал.
В должности начальника училища Крастелёв Михаил Андроникович проработал более 15-ти лет. За эти годы в училище полностью закончились восстановительные и строительные работы главного учебного корпуса, созданы десятки новых учебных лабораторий, построены новые казармы и дома для проживания курсантов и офицеров. С 1956 по 1971 годы вице-адмиралом, профессором М. А. Крастелёвым написал десятки учебников, учебных пособий и курсов лекций. Крупный специалист по архитектуре подводных лодок, их управлению и живучести, Михаил Андроникович написал более 40 научных трудов, внёс много научно-технических изобретений. Кроме того он был одаренным композитором и издал несколько сборников музыкальных фортепьянных произведений. Совместно с известным советским поэтом Львом Ошаниным вице-адмирал М. А. Крастелёв написал песню «Россия».
Вице-адмиралу М. А. Крастелёву принадлежала идея сооружения памятного знака курсантам Севастопольского училища БО им. ЛКСМУ на месте их первого боя под Бахчисараем.  Объект культурного наследия народов РФ регионального значения. Рег. № 911710945960005 (ЕГРОКН)
В 1971 году Крастелёв был уволен в запас, но продолжил научную и педагогическую деятельность в Севастопольском ВВМИУ до 1987 года.
С 1975 года под руководством профессора М. А. Крастелева на ряде специальных кафедр Севастопольского ВВМИУ велись экспериментальные исследования по живучести корабля. Результаты этих исследований явились важным условием открытия в училище проблемной научно-исследовательской лаборатории, в работе которой Михаил Андроникович постоянно принимал активное участие, а с апреля 1984 года руководил научно-техническим советом лаборатории.
Умер М. А. Крастелёв 25 января 1988 года. Похоронен на Братском кладбище в Севастополе.
По призыву многих выпускников училища разных лет, в знак глубокого уважения и любви к своему наставнику и учителю, были собраны средства для создания памятника М. А. Крастелёву, торжественное открытие которого состоялось 18 сентября 2009 года.
В 2021 году одному из скверов в микрорайоне «Голландия» было присвоено имя Михаила Андрониковича Крастелёва.

## Награды
- Орден Боевого Красного Знамени (1941)
- Орден Ленина (1942)
- Орден Боевого Красного Знамени (1945)
- Орден Отечественной войны I степени (1945)
- Орден Красной Звезды (1949)
- Орден Боевого Красного Знамени (1957)
- Орден Отечественной войны I степени (1985)
- Многими медалями
  - «За оборону Ленинграда» (1943)
  - «За боевые заслуги» (1944)
  - «За взятие Кёнигсберга» (1945)
- Именное оружие (1961)

## Семья
- Отец — Крастелёв (Коростелёв) Андроник Григорьевич (30.5.1886 — 7.9.1970).
- Жена — Кряклина Татьяна Михайловна (30.8.1916 — 3.2.1988).
- Сын — Крастелёв Михаил Михайлович (31.10.1939 — 20.5. 2003) — офицер-подводник, капитан 1 ранга-инженер.
- Внук — Крастелёв Олег Михайлович, офицер-подводник.
- Внучка — Торопова Ирина Михайловна, жена офицера-подводника.